# Bernhard Todt

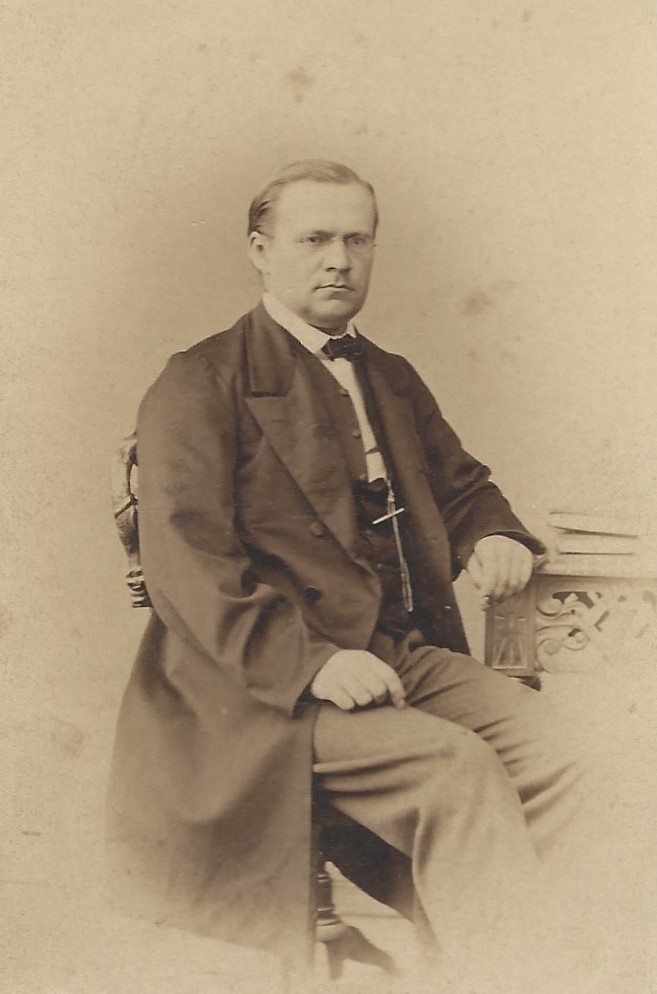
Bernhard Todt

Bernhard Todt (* 5. November 1829 in Dünnow, Pommern; † 2. Oktober 1891 in Magdeburg) war ein deutscher Altphilologe und Gymnasiallehrer. In Hannover und Magdeburg war er Provinzialschulrat.

## Leben
Todt besuchte die Franckeschen Stiftungen. Nach dem Abitur studierte er an der Friedrichs-Universität Halle Klassische Philologie, Philosophie und Evangelische Theologie. 1849 gehörte er zu den Stiftern des Corps Neoborussia Halle. Zu seinen Lehrern zählten Gottfried Bernhardy, Heinrich Leo, Hermann Ulrici und August Tholuck. Nach den Examen war er Lehrer auf der Latina, ab Michaelis 1856 in Treptow an der Rega und ab Michaelis 1861 in Nordhausen. Michaelis 1864 wurde er in Schleusingen Direktor des Hennebergischen Gymnasiums. Von dort kam er als Provinzialschulrat nach Hannover (Provinz Hannover). 1869 wurde er Nachfolger von Karl-Gustav Heiland in Magdeburg (Provinz Sachsen). Er schrieb ein griechisches Vokabular und zahlreiche Abhandlungen zu Aischylos und Dionysios I. von Syrakus. Nach Gottfried von Villehardouin und Niketas Choniates beschrieb er die Eroberung von Konstantinopel (1204) im Vierten Kreuzzug. Er übertrug die Tragödien des Aischylos in die Deutsche Sprache. Er starb mit 61 Jahren im Amt.

## Programm-Abhandlungen
- De Aeschylo vocabulorum inventore commentatio. Halle 1855. 56 S.[5]
- Dionysios I. von Syracus. Ein Charakterbild aus der griechischen Geschichte. Treptow a. R. 1860. 30 S.[6] Digitalisat
- Über formale und humanistische Bildung. Antrittsrede als Direktor. Gotha 1865. 7 S.[7]
- Einführungsrede des Kgl. Provinzial-Schulrats Herrn Dr. Todt (bei Einführung des Direktors Dr. Adolf Rothmaler). Nordhausen 1872. S. 45–52.[8]
- Einführungsrede des kgl. Provinzial-Schulrats Herrn Dr. Todt (bei Einführung des Direktors Dr. Gustav Grosch). Nordhausen 1876. S. 1–4.[8]
- Rede des Kgl. Provinzial-Schulrats Herrn Dr. Todt bei der Einführung des Direktors (Dr. Hermann Wiesing) am 25. April 1878. Nordhausen 1879. S. 30–35.[9][10]